# Rini Wagtmans

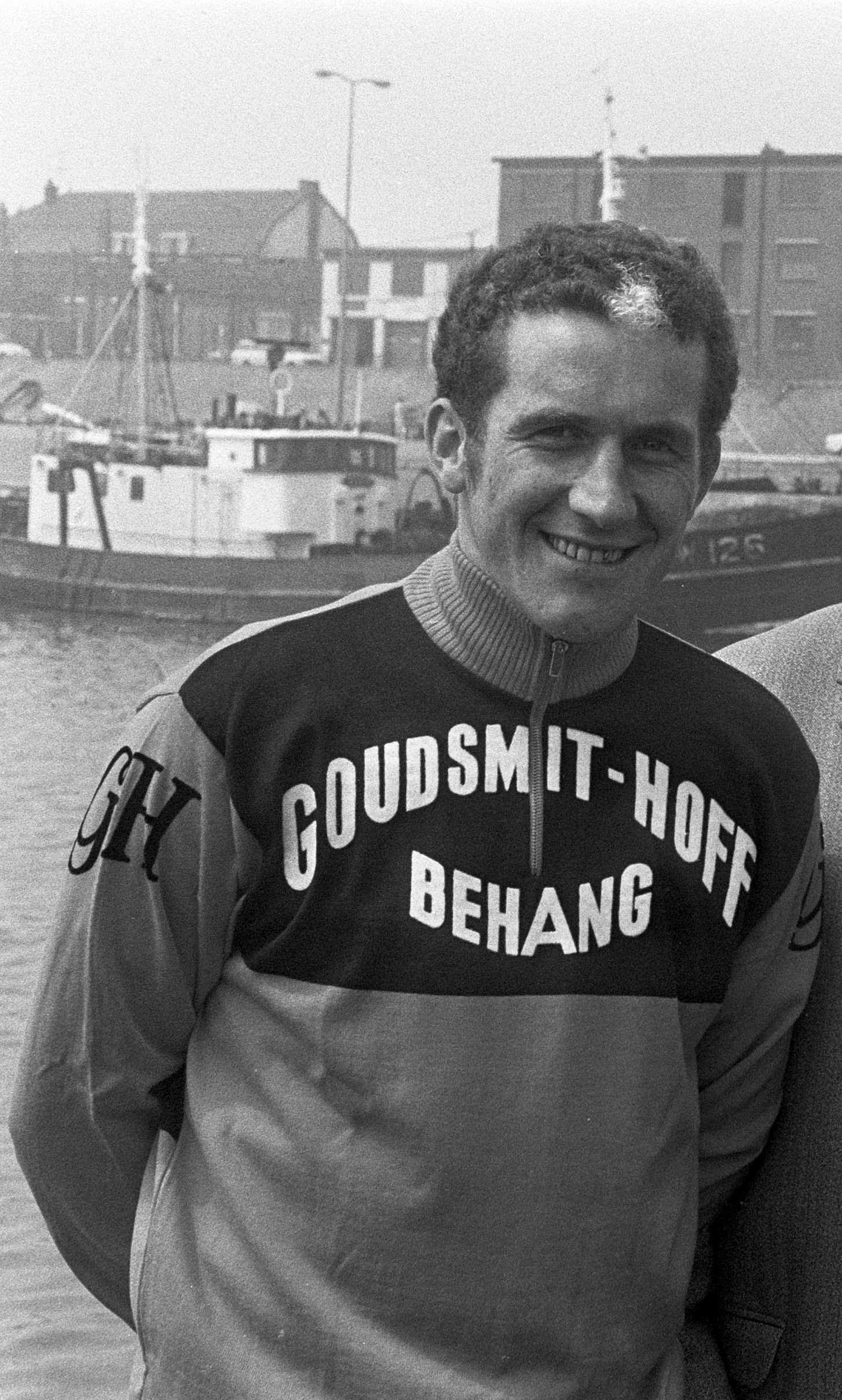
Wagtmans, 1972

Marinus Cornelis (Rini) Wagtmans (St. Willebrord, 26 december 1946) is een Nederlands voormalig wielrenner en -ploegleider.

## Loopbaan
Rini Wagtmans was een neef van wielrenner Wout Wagtmans, zijn vader was masseur, en wielrenner Wim van Est was zijn buurman. In 1968 werd hij beroepswielrenner. Het jaar daarop werd hij derde in de Ronde van Spanje. Wagtmans deed viermaal mee aan de Tour de France en won daarin drie etappes. In 1970 werd hij vijfde in het eindklassement.
In 1971 droeg hij één dag de gele trui, tot woede van kopman Eddy Merckx, die vond dat hij daar meer recht op had. De volgende dag liet Wagtmans zich dus maar op achterstand rijden. Rini Wagtmans stond bekend als de beste afdaler van het peloton. Zijn herkenbare kuif bezorgde hem de bijnaam 'witte bles'.
Hartproblemen dwongen Wagtmans tot een vroegtijdig eind aan zijn actieve carrière. Daarna was hij enige tijd bondscoach van de KNWU en werd hij succesvol zakenman. Hij is Ridder in de Orde van Oranje-Nassau.
In 2006 is zijn biografie gepubliceerd in het boek Ongekend - Rini Wagtmans, Van straatjongen tot ridder geschreven door Peter Ouwerkerk.
Daarnaast staat zijn sportieve carrière centraal in het in 2007 verschenen boek Op karakter: St. Willebrord van paarse hei tot gele trui geschreven door Peter Heerkens en Frans van Schoonderwalt.
Tegenwoordig is hij Honorair Consul van de republiek van Kazachstan, adviseur van de Kazakse wielerploeg Astana en woordvoerder van de Kazakse nationale wielerfederatie.
Rini Wagtmans is de initiatiefnemer van het Nederlands Wielersport Museum. In september 2024 werden de plannen voor het museum, dat zal worden gebouwd in Hoogerheide, gepresenteerd.

## Belangrijkste overwinningen
1967
- Eindklassement Ronde van Oostenrijk

1968
- Acht van Chaam (geen UCI zege)

1970
- 15e etappe Tour de France
- 11e etappe Vuelta a España
- 13e etappe Vuelta a España

1971
- 3e etappe Tour de France
- Acht van Chaam (geen UCI zege)

1972
- 18e etappe Tour de France

## Resultaten in voornaamste wedstrijden
| Jaar | Ronde van Italië | Ronde van Frankrijk | Ronde van Spanje |
| ---- | ---------------- | ------------------- | ---------------- |
| 1968 |                  |                     |                  |
| 1969 |                  | 6e                  | ↑                |
| 1970 |                  | 5e (1)              | opgave (2)       |
| 1971 | 16e              | 16e (1)             |                  |
| 1972 |                  | 54e (1)             | buiten tijd      |

| Jaar | Milaan-San Remo | Ronde van Vlaanderen | Amstel Gold Race | Parijs-Tours |  | WK op de weg |  | Wereldranglijsten |
| ---- | --------------- | -------------------- | ---------------- | ------------ |  | ------------ |  | ----------------- |
| 1968 |                 | 41e                  |                  | 18e          |  |              |  |                   |
| 1969 | 33e             |                      | opgave           |              |  |              |  | 7e (SPP)          |
| 1970 | 84e             |                      |                  |              |  |              |  |                   |
| 1971 |                 | 30e                  | 35e              |              |  |              |  |                   |
| 1972 |                 |                      |                  |              |  | 23e          |  |                   |